# 馬斯克湖

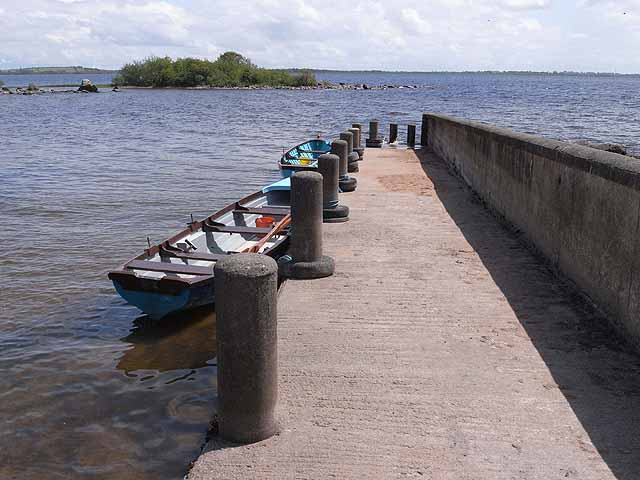
馬斯克湖

馬斯克湖（Lough Mask）是愛爾蘭的一座湖泊，位於梅奧郡的南部，科里布湖的北方。馬斯克湖面積83平方公里，平均深度為15公尺，較愛爾蘭島上的其他主要湖泊更深，因此其水體容積達到1.3立方公里，僅次於北愛爾蘭的內湖。
馬斯克湖與科里布湖透過康恩運河（Cong Canal）連接。另一座湖泊，卡拉湖，位於馬斯克湖的東北方。湖畔城鎮有巴林羅布、圖阿米克埃戴（Tuar Mhic Éadaigh）等。